# Prefontaine Classic
La Prefontaine Classic est un meeting international d'athlétisme qui se déroule une fois par an aux États-Unis. Créé en 1975, il figure depuis 2010 au programme de la Ligue de diamant d'athlétisme. Il a lieu à Eugene dans l'Oregon au stade Hayward Field.

## Historique
Le nom de Prefontaine Classic lui a été donné en hommage à Steve Prefontaine, ancien athlète de l'université de l'Oregon, mort dans un accident de la route peu avant l'édition de 1975.
En 2011, deux records du monde y sont battus par Moses Mosop, celui du 25 000 mètres avec 1 h 12 min 25 s 4 et celui du 30 000 mètres avec 1 h 26 min 47 s 4. Lors de cette édition, Mo Farah remporte le 10 000 mètres en 26 min 46 s 57 et bat le record d'Europe de cette discipline.
En 2019, le stade Hayward Field étant en rénovation, la compétition se déplace un peu plus au sud, dans le stade de l'Université de Stanford à Palo Alto près de San Francisco.
L'édition 2020 est annulée en raison de la pandémie de Covid-19.

## Records

### Records du monde

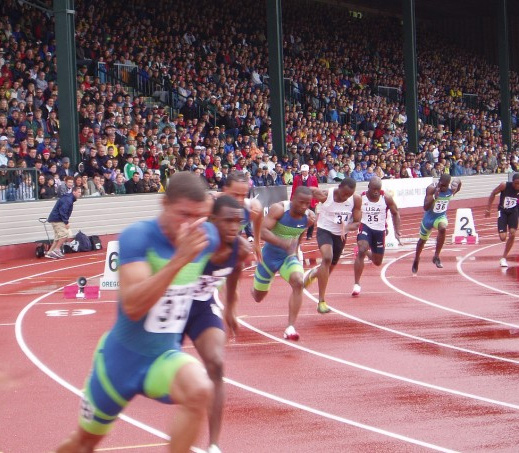
Départ du 200 mètres de 2006.

| Année | Athlète            | Épreuve          | Performance       |
| ----- | ------------------ | ---------------- | ----------------- |
| 1975  | Don Quarrie        | 220 yards        | 19 s 92           |
| 1975  | Mary Decker Slaney | 5 000 mètres     | 15 min 08 s 26    |
| 2011  | Moses Mosop        | 25 000 mètres    | 1 h 12 min 25 s 4 |
| 2011  | Moses Mosop        | 30 000 mètres    | 1 h 26 min 47 s 4 |
| 2023  | Armand Duplantis   | Saut à la perche | 6,23 m            |
| 2023  | Gudaf Tsegay       | 5 000 mètres     | 14 min 00 s 21    |
| 2024  | Beatrice Chebet    | 10 000 mètres    | 28 min 54 s 14    |
| 2025  | Faith Kipyegon     | 1 500 mètres     | 3 min 48 s 68     |
| 2025  | Beatrice Chebet    | 5 000 mètres     | 13 min 58 s 06    |

### Records du meeting

#### Hommes
| Épreuve           | Record             | Athlète            | Nationalité | Date              | Réf.  |
| ----------------- | ------------------ | ------------------ | ----------- | ----------------- | ----- |
| 100 m             | 9 s 80 (+1,3 m/s)  | Steve Mullings     | Jamaïque    | 4 juin 2011       |       |
| 200 m             | 19 s 52 (+1,5 m/s) | Noah Lyles         | États-Unis  | 21 août 2021      |       |
| 300 m             | 31 s 30            | LaShawn Merritt    | États-Unis  | 7 juin 2009       |       |
| 400 m             | 43 s 60            | Michael Norman     | États-Unis  | 28 mai 2022       |       |
| 800 m             | 1 min 42 s 80      | Emmanuel Wanyonyi  | Kenya       | 17 septembre 2023 |       |
| 1000 m            | 2 min 13 s 62      | Abubaker Kaki      | Soudan      | 3 juillet 2010    | [ 1 ] |
| 1500 m            | 3 min 28 s 76      | Jakob Ingebrigtsen | Norvège     | 16 septembre 2023 |       |
| Mile              | 3 min 43 s 73      | Jakob Ingebrigtsen | Norvège     | 16 septembre 2023 |       |
| 3000 m            | 7 min 23 s 63      | Jakob Ingebrigtsen | Norvège     | 17 septembre 2023 |       |
| 2 miles           | 8 min 03 s 50      | Craig Mottram      | Australie   | 10 juin 2007      |       |
| 5000 m            | 12 min 50 s 05     | Berihu Aregawi     | Éthiopie    | 28 mai 2022       |       |
| 10 000 m          | 26 min 25 s 97     | Kenenisa Bekele    | Éthiopie    | 8 juin 2008       |       |
| 25 000 m          | 1 h 12 min 25 s 4  | Moses Mosop        | Kenya       | 3 juin 2011       |       |
| 30 000 m          | 1 h 26 min 47 s 4  | Moses Mosop        | Kenya       | 3 juin 2011       |       |
| 110 m haies       | 12 s 90 (+1,6 m/s) | David Oliver       | États-Unis  | 3 juillet 2010    | [ 2 ] |
| 400 m haies       | 46 s 39            | Rai Benjamin       | États-Unis  | 16 septembre 2023 |       |
| 3000 m steeple    | 8 min 01 s 71      | Ezekiel Kemboi     | Kenya       | 30 mai 2015       | [ 3 ] |
| Saut en hauteur   | 2,41 m             | Mutaz Essa Barshim | Qatar       | 30 mai 2015       | [ 3 ] |
| Saut à la perche  | 6,23 m             | Armand Duplantis   | Suède       | 17 septembre 2023 |       |
| Saut en longueur  | 8,74 m (-1,2 m/s)  | Dwight Phillips    | États-Unis  | 7 juin 2009       |       |
| Triple saut       | 18,11 m (+0,8 m/s) | Christian Taylor   | États-Unis  | 27 mai 2017       |       |
| Lancer du poids   | 23,15 m            | Ryan Crouser       | États-Unis  | 21 août 2021      |       |
| Lancer du disque  | 71,32 m            | Ben Plucknett      | États-Unis  | 1983              |       |
| Lancer du marteau | 83,16 m            | Rudy Winkler       | États-Unis  | 5 juillet 2025    |       |
| Lancer du javelot | 89,88 m            | Thomas Röhler      | Allemagne   | 25 mai 2018       | [ 4 ] |

#### Femmes
| Épreuve           | Record             | Athlète               | Nationalité | Date              | Réf.  |
| ----------------- | ------------------ | --------------------- | ----------- | ----------------- | ----- |
| 100 m             | 10 s 54 (+0,9 m/s) | Elaine Thompson-Herah | Jamaïque    | 21 août 2021      |       |
| 200 m             | 21 s 57 (+0,3 m/s) | Shericka Jackson      | Jamaïque    | 17 septembre 2023 |       |
| 400 m             | 49 s 34            | Ana Guevara           | Mexique     | 24 mai 2003       |       |
| 800 m             | 1 min 54 s 97      | Athing Mu             | États-Unis  | 17 septembre 2023 |       |
| 1 000 m           | 2 min 32 s 33      | Maria Mutola          | Mozambique  | 4 juin 1995       |       |
| 1 500 m           | 3 min 48 s 68      | Faith Kipyegon        | Kenya       | 5 juillet 2025    |       |
| Mile              | 4 min 21 s 25      | Mary Slaney           | États-Unis  | 2 juillet 1988    |       |
| 2 000 m           | 5 min 31 s 52      | Vivian Cheruiyot      | Kenya       | 7 juin 2009       |       |
| 3 000 m           | 8 min 18 s 49      | Sifan Hassan          | Pays-Bas    | 30 juin 2019      |       |
| 2 miles           | 8 min 59 s 08      | Francine Niyonsaba    | Burundi     | 27 mai 2022       |       |
| 5 000 m           | 13 min 58 s 06     | Beatrice Chebet       | Kenya       | 5 juillet 2025    |       |
| 10 000 m          | 28 min 54 s 14     | Beatrice Chebet       | Kenya       | 25 mai 2024       |       |
| 100 m haies       | 12 s 24 (+0,7 m/s) | Kendra Harrison       | États-Unis  | 28 mai 2016       |       |
| 400 m haies       | 51 s 98            | Femke Bol             | Pays-Bas    | 17 septembre 2023 |       |
| 3000 m steeple    | 8 min 45 s 25      | Winfred Yavi          | Bahreïn     | 5 juillet 2025    |       |
| Saut en hauteur   | 2,04 m             | Mariya Lasitskene     | Russie      | 30 juin 2019      |       |
| Saut à la perche  | 4,86 m             | Katie Moon            | États-Unis  | 16 septembre 2023 | [ 5 ] |
| Saut en longueur  | 7,31 m (+1,9 m/s)  | Marion Jones          | États-Unis  | 31 mai 1998       |       |
| Triple saut       | 15,35 m (+1,2 m/s) | Yulimar Rojas         | Venezuela   | 16 septembre 2023 |       |
| Lancer du poids   | 20,94 m            | Chase Jackson         | États-Unis  | 5 juillet 2025    |       |
| Lancer du disque  | 70,68 m            | Valarie Allman        | États-Unis  | 5 juillet 2025    |       |
| Lancer du marteau | 78,88 m            | Camryn Rogers         | Canada      | 5 juillet 2025    |       |
| Lancer du javelot | 67,70 m            | Christina Obergföll   | Allemagne   | 1er juin 2013     | [ 6 ] |